# Relaciones Ecuador-Lituania
Las relaciones Ecuador-Lituania son relaciones internacionales bilaterales entre la República del Ecuador y la República de Lituania. Las relaciones diplomáticas se remontan al período de entreguerras, cuando el 6 de noviembre de 1923, Ecuador reconoció a Lituania de jure.
Después de que Lituania recuperara su independencia de la URSS, Ecuador reconoció su independencia en 1991. el 2 de septiembre y las relaciones diplomáticas se restablecieron el 30 de octubre de 1992.
Ambos países son miembros de las Naciones Unidas. Se han establecido dos consulados honorarios de Lituania en Ecuador: en Guayaquil y Quito . Ecuador ha acreditado un embajador en Lituania con residencia en Suecia.
En Lituania al inicio en 2021 vivían 21 ciudadanos ecuatorianos. Un pequeño número de lituanos vive en Ecuador, y desde 2020 En septiembre se estableció una comunidad lituana local.

## Historia

#### Relaciones tempranas
En el periodo de entreguerras, se establecieron relaciones diplomáticas entre los estados, aunque no se estableció ningún consulado. Es probable que una pequeña comunidad lituana viviera en Ecuador en dicho periodo.
Se sabe de dos misioneros lituanos que trabajaron en Ecuador. El primero, Alfonsas Girskis, llegó al Ecuador hacia 1933. y fue misionero entre los indios del Ecuador en 1936. Las historias de Alfonso Girskis sobre este país fueron publicadas en la revista "Ateitis" publicada en Lituania. Alfonsas Girskis abandonó más tarde sus actividades misioneras, regresó a la Lituania soviética, publicó un libro criticando el catolicismo, Misioneros entre los indios: un resumen documental, y promovió el ateísmo. 
Después de la Segunda Guerra Mundial, Petras Maskolaitis, un salesiano, vino a Ecuador para ser misionero entre los indios Chibar.
Hay datos de que durante la ocupación de la Unión Soviética, Ecuador mantuvo relaciones con misiones diplomáticas lituanas. Durante la ocupación soviética de Lituania, Ecuador no reconoció la anexión de jure de Lituania, pero siguió un enfoque pragmático al reconocer la incorporación de facto de los estados bálticos, incluida Lituania.

#### Después de 1991

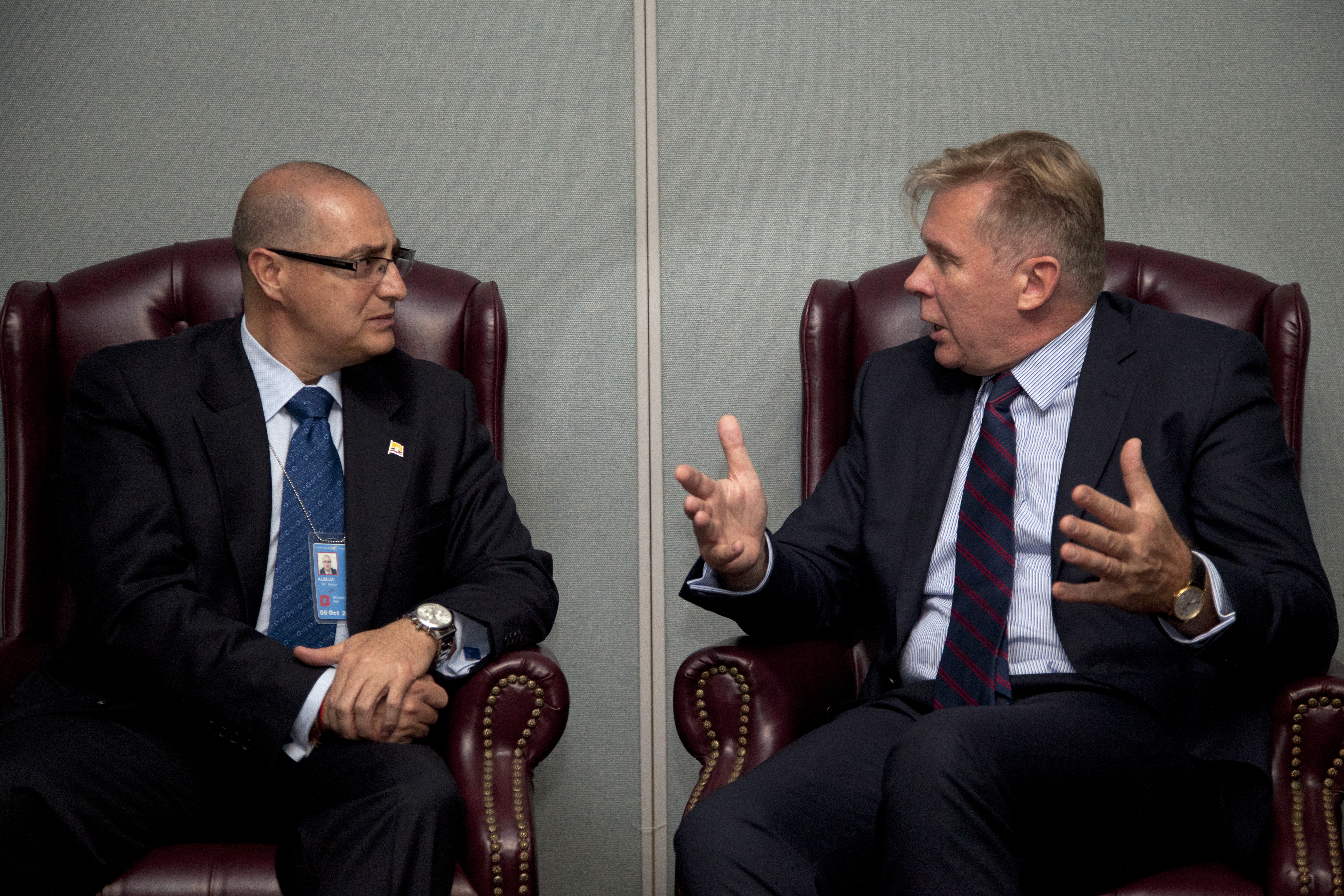
El Viceministro de Relaciones Exteriores de Ecuador, Markas Albucha Martínez, en una reunión con el ministro de Relaciones Exteriores de Lituania, Audronis Ažubalis, en 2012. 24 de septiembre en Nueva York.

Ecuador reconoció la independencia de Lituania en 1991. el 2 de septiembre, y las relaciones se restablecieron en 1992. El 30 de octubre de 1994, Ecuador acreditó a su primer embajador en Lituania y se nombró un cónsul honorario del lado lituano en Ecuador.
En 2009 Lituania acreditó al embajador residente en Argentina ante Ecuador, pero tras la crisis económica, la embajada fue cerrada en 2012, tras su cierre, no hubo ningún embajador acreditado en Ecuador. El 24 de septiembre de 2012, El Ministro de Asuntos Exteriores de Lituania, Audronius Ažubalis, con la delegación encabezada por la Presidenta de Lituania, Dalia Grybauskaitė, participó en el 67.º período de sesiones de la Asamblea General de las Naciones Unidas en Nueva York, tras lo cual se reunió con el Viceministro de Asuntos Exteriores de Ecuador, Markas Albucha Martínez y discutieron el vigésimo aniversario del establecimiento de relaciones diplomáticas y las perspectivas de una mayor cooperación bilateral.
El 3 de septiembre de 2015 se firmó un memorando de consultas bilaterales entre Ecuador y Lituania.
En 2016 Lituania aportó 10.000 euros en ayuda humanitaria al Gobierno de Ecuador tras el terremoto de Ecuador de 2016. El 5 de septiembre del mismo año. Juan Carlos Kasineljis , Ministro de Comercio Exterior de Ecuador, visitó Lituania, reuniéndose con el Viceministro lituano de Relaciones Exteriores Raimundas Karoblis y discutiendo la adhesión de Ecuador al tratado de libre comercio entre la Unión Europea, Perú y Colombia.
En 2017 se establecieron dos consulados honorarios de Lituania en Ecuador. El 26 de junio se estableció un consulado en Quito, y el mismo mes en Guayaquil (fue nombrado cónsul el ecuatoriano Miguel Enrique Veisonas Čiriboga, de raíces lituanas).

#### Intercambio educativo, científico y tecnológico y cooperación cultural
Se han traducido al lituano las obras de los escritores ecuatorianos Alejandro Carrión, José de la Cuadra y Chorche Icasa.
El climatólogo científico Rasa Žalakevičiūtė trabaja en la Universidad de las Américas en Ecuador. [3] Estudiantes de Ecuador vienen a estudiar a Lituania. Aunque la comunidad ecuatoriana en Lituania no es muy grande, algunos de ellos (Fabianas Sánchez, a quien llaman la "estrella de las redes sociales") lograron hacerse famosos.
Según los datos, en 2020, el volumen de negocios comercial entre Lituania y Ecuador ascendió a 26,5 millones de euros, y Ecuador fue el 72.º socio comercial de Lituania en términos de volumen comercial.
La balanza comercial está dominada por las importaciones de Ecuador a Lituania.
- Las exportaciones ascienden a 3,3 millones euros; Ecuador es el socio exportador número 105 en términos de volumen comercial.
- Las importaciones ascienden a 23,3 millones euros; Ecuador es el socio importador número 48 en términos de volumen comercial. * Los más importados fueron el banano (58%) y los productos de madera (27%).

No estaba las inversiones extranjeras directas entre los dos países en 2020.

## Intercambio civil
| Año                                           | 2016 | 2020 | 2021 | 2022 |
| --------------------------------------------- | ---- | ---- | ---- | ---- |
| Número de ciudadanos ecuatorianos en Lituania | 5    | 12   | 16   | 21   |

## Lista de enviados y embajadores

#### Enviados a Lituania
La lista no está completa.
- 1994-1996 - Ernan Garderas Ituraldė , el primer embajador de Ecuador en Lituania (residió en Estocolmo)
- Desde 2002 - Diego Morenas (vivía en Estocolmo)
- 2012-2015 (?) - Marijus Anibalis Gerer Murgeitijas (vivía en Estocolmo)
- Desde 2019 - Manuel Antonijas Mechija-Dalmanas (reside en Estocolmo)

#### Enviados a Ecuador
- 2009-2012 – Vaclovas Šalkauskas , el primer embajador de Lituania en la República del Ecuador (residió en Buenos Aires)

#### Cónsules Honorarios en Ecuador
- 1994-2015 – Judith Walker[21]

#### Cónsules Honorarios en Kita
- desde 2017 - Raulis Neptalis Charamijlas Andrade

#### Cónsules Honorarios en Guayaquil
- desde 2017 -Miguel Weisson Chiriboga See More